# Rádióamatőr diploma
Rádióamatőr teljesítményt felmutatni (és az azt elismerő oklevelet megszerezni) nem csak rádióforgalmi versenyeken elért előkelő helyezéssel lehet. A rádióamatőr szövetségek, szervezetek  rádiós diplomákat bocsátanak ki, amelyeket a diploma kiírásában meghatározott feltételek teljesítése esetén bármely engedélyezett amatőr állomás megszerezhet.
Néhány közismert és közmegbecsülésnek örvendő diploma:

## DXCC (DX Century Club)
A diplomát az ARRL (American Radio Relay League), az Amerikai Rádióamatőr Szövetség adja ki azoknak a rádióamatőr állomásoknak, akik a beérkezett QSL-lapokkal bizonyítani tudják, hogy legalább 100 országgal (pontosabban hívójelkörzettel) létesítettek kétirányú rádiókapcsolatot.
A hívójelkörzetek (entity) fogalmát úgy határozták meg, hogy az elért hívójelkörzetek száma jól tükrözze a DX-kedvelő rádióamatőr teljesítményét. 
A hívójelkörzeteket egyrészt politikai kritériumok alapján határozták meg (például önálló hívójelkörzet az ENSZ minden tagállama, és minden terület, amelynek az ITU önálló hívójel-prefixet jelölt ki), másrészt földrajzi szempontok szerint (például külön hívójelkörzet ugyanahhoz az államhoz tartozó, de annak többi területétől a szárazföldön legalább 100 km távolságra lévő terület, vagy a tengeren az anyaországtól legalább 350 km távolságban lévő sziget). Vannak speciális esetek is, például külön hívójelkörzetet képeznek az ITU genfi székhelyén működő, 4U1ITU hívójelű rádióállomás, az ENSZ rádióállomásai, vagy például demilitarizált, semleges vagy ütköző övezetekben működő rádióállomások. Ezek az (eredetileg 1937-ben kidolgozott) elvek időtállónak, és a DX aktivitás olyan jó fokmérőjének bizonyultak, hogy az ARRL az aktuális állapotnak megfelelően rendszeresen pontosított DXCC listáját (http://www.arrl.org/awards/dxcc/dxcclist.txt) világszerte elismerik és használják rádióamatőr diplomák feltételeinek a megadásakor, vagy például versenyek szorzóinak megállapításához.
A diplomát több különböző fokozatban adják ki (az „általános” MIXED fokozaton kívül - amely bármely sávon és bármely üzemmódban létesített összeköttetést elfogad – sávonként és üzemmódonként is kiadják a diplomát, és külön „5BDXCC” diplomát kaphat az az állomás, amely mind az 5 hagyományos hullámsávon (10, 15, 20, 40, 80 m) igazolni tudja 100 hívójelkörzettel az összeköttetést). Azoknak, akik 150, 200, 250, 275, 300, 325 hívójelkörzettel tudnak összeköttetést bizonyítani, a diplomára ragasztható kiegészítő bélyeget adnak ki. (Jelenleg 338 „élő” DXCC körzet van.)
Részletek az ARRL  weboldalán találhatók: http://www.arrl.org/awards/dxcc/

## WAZ (Worked All Zones)
A diplomát a CQ Magazine rádiós folyóirat adja ki. Azok az engedélyes rádióamatőrök kérelmezhetik, akik a beérkezett QSL-lapokkal igazolni tudják mind a 40 CQ (WAZ) zónával történt összeköttetést.
A QSL lapokat a WAZ  “Check point”, vagy ügyintézõ ellenőrzi. Olyan QSL lapok fogadhatók el, amelyeken fel van tüntetve mindkét állomás hívójele, az összeköttetés dátuma és időpontja, a használt sáv vagy frekvencia és az üzemmód. A QSL lapon nem kell megjelölni a WAZ zóna számát, de fel kell tüntetni a QTH-t, amelyből a pontos földrajzi helyzet megállapítható.
A diplomát (megadott szabályok szerint) sávonként és üzemmódonként is kiadják. Az 
„5BWAZ” diplomát az nyerheti el, aki mind az öt „klasszikus” sávon igazolni tudja az összeköttetést a 40 WAZ zónával (tehát összesen 200 QSL lapot kell bemutatni).
Bővebb angol nyelvű leírás: https://web.archive.org/web/20080519013325/http://www.cq-amateur-radio.com/wazrules.html

## WAC (Worked All Continents)
A WAC diplomát az IARU (International Amateur Radio Union) adja ki azoknak az engedélyezett amatőr állomásoknak, akik a beérkezett QSL-lapokkal igazolják, hogy mind a 6 kontinenssel összeköttetést létesítettek.
A diplomát sávonként és üzemmódonként is kiadják, az erre irányuló kérelmekkel bemutatott QSL lapoknak tartalmazniuk kell az összeköttetés frekvenciasávját és üzemmódját is. Az ötsávos diploma kérvényezéséhez nem használhatók fel 10, 18 és 24 MHz-es, illetve műholdon keresztül lebonyolított összeköttetések.
A diplomával kapcsolatos részletes tudnivalók a https://web.archive.org/web/20080621094935/http://www.iaru.org/wac/ weblapról ismerhetők meg. Az USA-n kívül élő amatőrök nemzeti rádióamatőr szövetségükön keresztül kérvényezhetik a diplomát.

## Egyéb rádióamatőr diplomák
A példaként bemutatott, „globális” teljesítményt értékelőkön kívül sok száz, különféle rádióamatőr szervezet által kiírt, jellemzően az adott szervezet tagjaival, egy ország vagy egy város rádióamatőreivel lebonyolított, adott számú összeköttetést értékelő diploma szerezhető meg.
Köztük magyar szervezetek által kibocsátottak: Balaton diploma, Dunakanyar diploma, HCS, Rummy, New Budapest, Gizella Királyné, Sárrét, Savaria, WAHUC, WHD, Pannónia, Szent István, Civitas Fidelisma, Civis város, Dunaferr, YL award stb.

## Külső hivatkozások
- Rádióamatőr.lap.hu - linkgyűjtemény